# Acentra vestalis
Acentra vestalis is een vlinder uit de familie zakjesdragers (Psychidae). De wetenschappelijke naam van deze soort is voor het eerst geldig gepubliceerd in 1871 door Staudinger.
De soort komt voor in Europa.